# Czerniejewo
Czerniejewo (niem. Schwarzenau) – miasto w woj. wielkopolskim, w powiecie gnieźnieńskim, siedziba gminy miejsko-wiejskiej Czerniejewo.
Czerniejewo uzyskało lokację miejską przed 1390 rokiem.
W latach 1954–1972 miasto nie należało, ale było siedzibą władz gromady Czerniejewo. W latach 1975–1998 miasto administracyjnie należało do woj. poznańskiego. Miasto znajduje się na skraju Szlaku Piastowskiego i na Szlaku Pałaców i Dworów Powiatu Gnieźnieńskiego.
Według danych z 31 marca 2011 miasto miało 2639 mieszkańców.
Położone jest na Równinie Wrzesińskiej, nad rzeką Wrześnicą.

## Historia

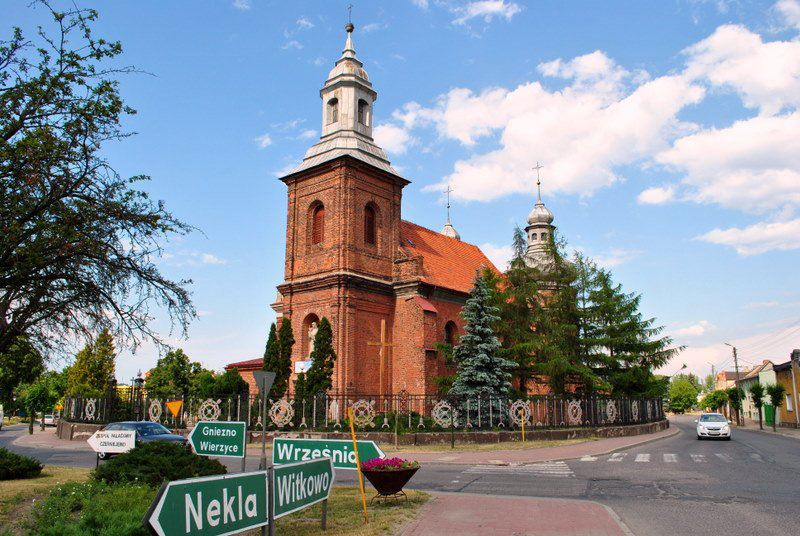
Kościół św. Jana Chrzciciela w Czerniejewie

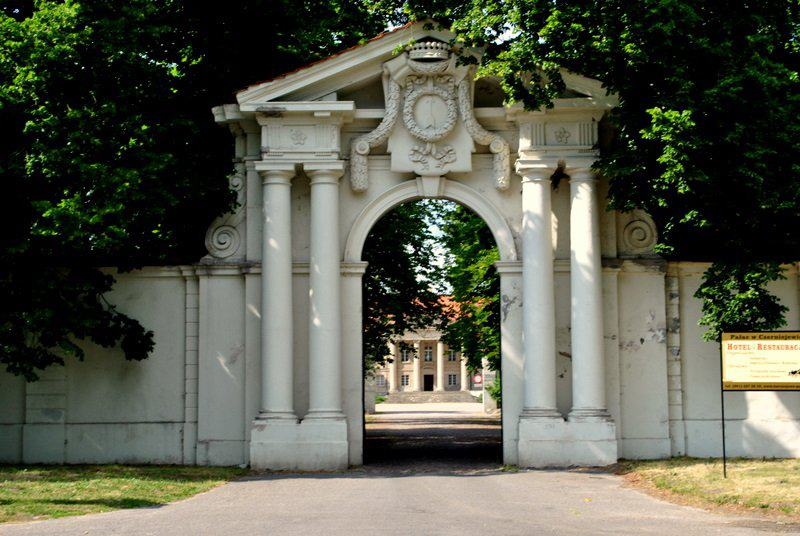
Brama wjazdowa do Zespołu Pałacowego w Czerniejewie

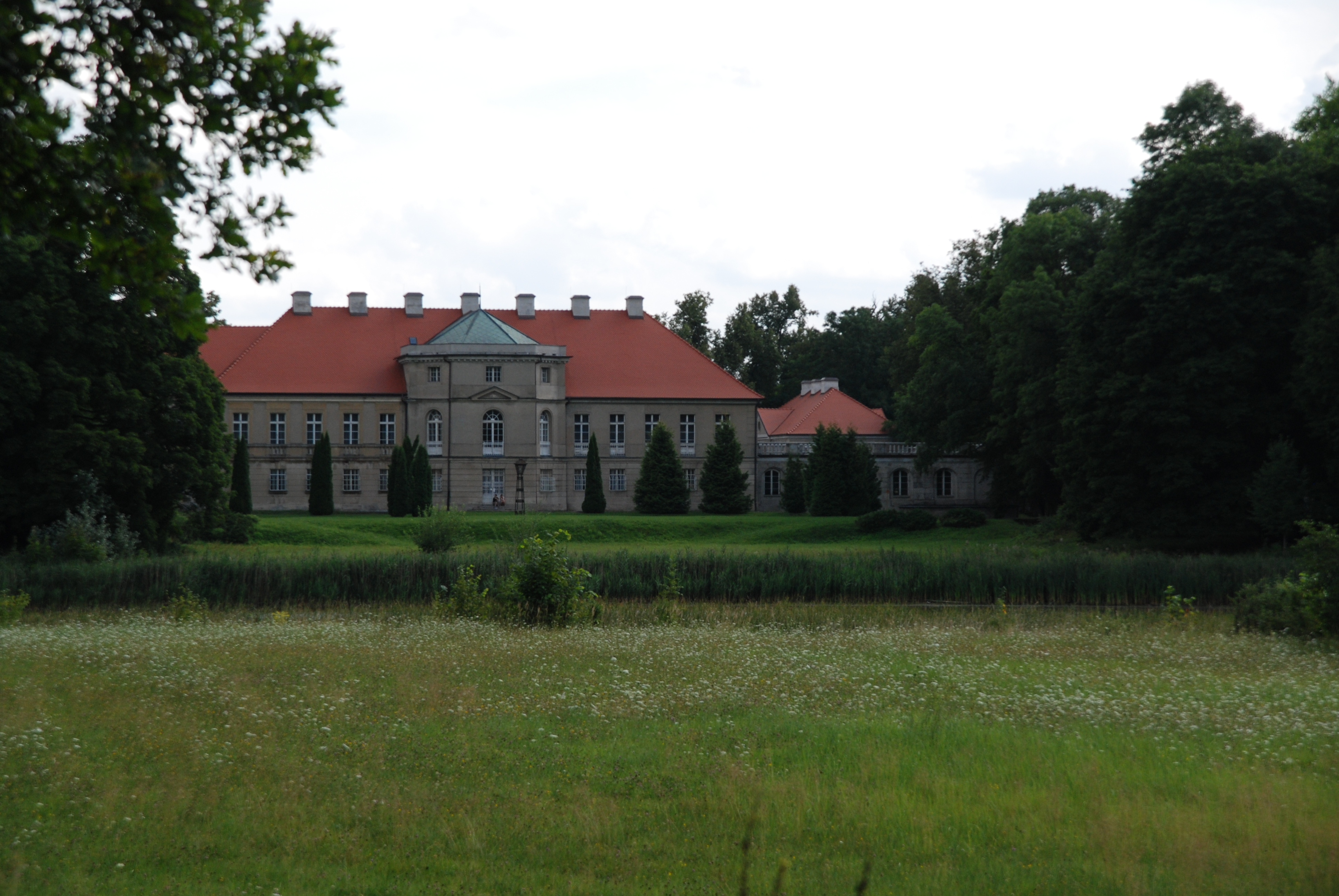
Pałac – widok od strony parku

Tereny obecnego miasta Czerniejewa były zasiedlone już w czasach prehistorycznych. W obrębie historycznego układu urbanistycznego Czerniejewa zostały udokumentowane stanowiska archeologiczne oraz nawarstwienia kulturowe, rozpoznane w trakcie badań terenowych, zarówno powierzchniowych, jak i prac archeologicznych prowadzonych podczas różnych inwestycji. Z badań tego terenu wynika, że obszar ten charakteryzuje się intensywnym osadnictwem – najstarsze ślady działalności ludzkiej pochodzą z epoki kamienia – mezolitu (ok. 8000–4500 p.n.e.) i neolitu (ok. 4500–1900 p.n.e.). Kolejnym horyzontem osadniczym była epoka brązu i początek epoki żelaza, skąd pochodzą ślady pobytu ludności kultury łużyckiej. (około 1800 – 500 r. p.n.e.). Proces intensywnego rozwoju osadnictwa przepadał na okres wczesnego średniowiecza (faza D-F, 950-1350 r.). Od czasów wczesnego średniowiecza osadnictwo w obrębie dzisiejszego Czerniejewa funkcjonowało poprzez późne średniowiecze, aż po czasy nowożytne i współczesne.
Na dawną metrykę miejscowości wskazuje również jej położenie pomiędzy Gnieznem i Gieczem, przy historycznej drodze łączącej wczesnopiastowskie grody (obecna ul. Poznańska, Pałacowa i Generała Lipskiego). Przy trakcie zapewne istniał gród obronny o nieokreślonej dokładnie lokalizacji. Według miejscowej tradycji był on położony po wschodniej stronie obecnego miasta, przy przeprawie przez otoczoną rozlewiskami rzeki Wrześnicy (obecnie wyniesienie terenu przy ul. Gnieźnieńskiej – przy tartaku). Inne domniemane miejsce istnienia grodziska to wyniesienie na rozwidleniu traktu gnieźnieńskiego (obecnie trójkątny plac im. Onufrego Kopczyńskiego), na którym wzniesiono później kościół pw. św. Jana Chrzciciela. Najstarsza wzmianka na temat istnienia na terenie dzisiejszego Czerniejewa ośrodka osadniczego pochodzi z 2 poł. XIII w. W dokumencie Przemysła II z 1284 wymieniane jest jako osada Czyrniów usytuowana w miejscu spływu rzek Moszczenicy i Grodnika do Wrześnicy. Kontekst historyczny wskazuje, że była to osada targowa rozciągająca się wzdłuż drogi handlowej łączącej Giecz z Gnieznem i biegnącej z południa na północ równolegle do rzeki.
Plac targowy powstał na wyniesieniu po prawej stronie drogi (ob. pl. Kopczyńskiego d. Plac Targowy). Na północny zachód od targowiska prawdopodobnie wznosił się kościół pw. św. Idziego (miejsce to jest upamiętnione usytuowanym pomiędzy ul. Lipskiego a stawem obeliskiem, na którym widnieje inskrypcja: „W tym miejscu stał dawny kościół parafialny pod wezwaniem Śgo. Idziego fund. za czasów Leszka Czarnego z Rodziny Piastów w 1263”). Parafia istniała w Czerniejewie jeszcze przed domniemaną lokacją miasta, bowiem z 1284 pochodzi wzmianka o proboszczu Janie, kapelanie księcia Przemysła II. Osada początkowo była własnością królewską, później stała się miastem prywatnym. Przypuszczalnie za panowania Kazimierza Wielkiego wzniesiono tam zamek warowny (na terenie obecnego założenia pałacowo-parkowego). W 1386 król Władysław Jagiełło darował wieś wojewodzie kaliskiemu Sędziwojowi Pałuce z Szubina.
Przyjmuje się, iż lokacja miasta (nadanie praw miejskich) miała miejsce za czasów Pałuków ok. 1390 – źródła wymieniają bowiem wójta czerniejewskiego (1390) i obywatela miasta Czerniejewo (1395). Miasto ulokowane zostało na prawie magdeburskim, na wschód od szlaku Gniezno – Giecz.
Osnowę założenia stanowiło średniowieczne odgałęzieniu drogi gnieźnieńskiej w kierunku wschodnim (ob. ul. Gnieźnieńska) z przeprawą przez Wrześnicę. Było to miasto otwarte, dostępu do niego broniły jedynie bagna i rozlewiska Wrześnicy. Centrum założenia stanowił rynek (ob. plac Wiosny Ludów, d. Rynek) w kształcie nieregularnego trapezu wytyczony na wschód od placu targowego, z czterema ulicami wybiegającymi z jego narożników: ul. Poznańską, 1-go Maja (d. Żydowska), Miechową i Gnieźnieńską. Główny trakt komunikacyjny biegł ul. Gnieźnieńską i ul. Poznańską wzdłuż pierzei północnej i zachodniej. Na rozwidleniu dróg w kierunku Gniezna usytuowano kościół otoczony cmentarzem. Nie wykształcił się szachownicowy układ ulic. Zabudowa mieszkalna powstawała na zgrupowanych szeregowo wzdłuż pierzei parcelach, długich i wąskich, po stronie południowej i wschodniej, krótkich, prostokątnych lub o nieregularnym kształcie po stronie północnej (ograniczone od północy ul. Wąską) i zachodniej.
Było to jedno z najmniejszych miast w Wielkopolsce (w 1458 na wyprawę do Malborka przeciwko Krzyżakom zobowiązane było dostarczyć tylko czterech pieszych). Podstawą jego rozwoju był handel i rolnictwo. W XVI w. podczas władania Górków Czerniejewo otrzymało od króla Stefana Batorego w 1581 przywilej czterech jarmarków w ciągu roku i cotygodniowych targów we wtorki. Z okresu późnego średniowiecza zachowały się fragmenty ufundowanego przez Uriela Górkę i wzniesionego ok. poł. XVI w. kościoła pw. św. Jana Chrzciciela i oraz układ placów, ulic i działek.
Od XV w. pojawia się w źródłach historycznych rozróżnienie na Czerniejewo miasto i Czerniejewo wieś. Wieś znajdowała się na północ od miasta wzdłuż najstarszego traktu gnieźnieńskiego (ob. ul. Pałacowej) i odchodzącej od niego w kierunku zachodnim drogi do Pobiedzisk (ul.Armii Poznań). W 1564 osada wiejska liczyła 10 łanów.
W ciągu następnych stuleci (XVII, XVIII w.) miasto Czerniejewo często zmieniało właścicieli (m.in. Czarnkowscy, Łukasz Opaliński z Bnina, Władysław Radomicki). W okresie wojen szwedzkich zabudowa Czerniejewa została dotkliwie zniszczona a ludność zdziesiątkowana wojną i chorobami. W 1705 miał miejsce pożar miasta.
W drugiej połowie XVIII wieku (ok. 1770), gdy dobra czerniejewskie obejmuje (jako posag żony) generał Jan Lipski (zm. 1832), rozpoczyna się pomyślny rozwój miasta. Dzięki stworzeniu dogodnych warunków do osiedlania się do miasta przybywają nowi mieszczanie, także ewangelicy (1780) i Żydzi (1798). W 1784 istniało bractwo kurkowe. W ostatniej ćwierci XVIII w. zapewne na miejscu dawnego zamku, powstała okazała siedziba właścicieli miasta o barokowym układzie osiowo-symetrycznym. Centrum założenia tworzy pałac w typie rezydencji entre cour et jardin zwrócony fasadą na południe (z portykiem w elewacji frontowej i ryzalitem od ogrodu mieszczącym okrągły salon). Wejście do pałacu poprzedzone zostało dwoma dziedzińcami.
Prostokątny dziedziniec honorowy ujęty został od wsch. i zach. oficynami, dziedziniec przedni zaś dwoma symetrycznie usytuowanymi budynkami dawnej stajni i wozowni. Pałac otacza rozległe założenie parkowe początkowo było ono regularne (trzy promieniście rozchodzące się szpalerowe aleje) późnej krajobrazowe z ciągiem stawów i budynkiem bażantarni w głębi. Do kompleksu dworskiego należały również zabudowania gospodarcze i dominialny folwark właścicieli miasta, w którym działały: garbarnia, gorzelnia, piła wodna i cegielnia.
W ostatniej ćwierci XVIII w. (przed 1780) założenie pałacowe-parkowe zostało na trwałe sprzęgnięte ze strukturą urbanistyczną miasta poprzez wytyczenia na starym trakcie monumentalnej wysadzanej drzewami ulicy (dł. 850 m i szer. 50 m) ob. ul. Pałacowa. Oś widokowa alei została zamknięta od północy klasycystycznym pałacem, od południa sylwetą kościoła pw. św. Jana Chrzciciela (wieża dobudowana w 1 ćw. XIX w., przebudowany 1762-1807). Założenie to stanowi przykład umiejętnego powiązania starego miasta z nowym założeniem. Pośrodku ulicy przy komponowanej zieleni wzbogaconej sztucznymi sadzawkami i mostkiem znajdowała się granica pomiędzy terenami dworskimi i miejskimi.
Pomiędzy miastem a majątkiem, przy dawnej drodze na Pobiedziska (ob. ul. Armii Poznań) krzyżującej się od zach. z ul.Pałacową, rozciągała się wieś Czerniejewo.

### Okres zaborów
II rozbioru Polski, w wyniku którego Czerniejewo znalazło się pod zaborem pruskim, nie zahamował dalszego rozwoju miasteczka. W 1793 liczba ludności wynosiła 787 mieszkańców (w tym katolików: 384, ewangelików: 265, Żydów: 138). Pod koniec XVIII w. w Czerniejewie istniały trzy kościoły: dwa katolickie (usytuowany poza miastem kościół pw. św. Idziego rozebrano ok. 1807), jeden ewangelicki (drewniany przy ul. Miechowej - rozebrany w XIX w.), synagoga (przy ul. Wąskiej - spłonęła prawdopodobnie na pocz. XX w.), usytuowany pośrodku rynku ratusz oraz 98 domów mieszkalnych głównie drewnianych i szkieletowych, krytych gontem i 20 stodół. W mieście rozwijało się rzemiosło, przemysł i handel. Szczególnie rozwinięte było sukiennictwo (ok. 30 sukienników) i rzemiosło szewskie. W Czerniejewie działała druga co do wielkości w Wielkopolsce fabryka skór założona w 1791 przez Jana Kluga. Co roku w miasteczku odbywało się osiem targów. Na południe (po zach. stronie ul. Poznańskiej) od ówczesnego miasta, działało sześć należących do mieszczan wiatraków (zachował się jeden).
Wiek XIX i początek XX stulecia oraz dwudziestolecie międzywojenne to okres dalszego rozwoju Czerniejewa (w 1883 liczba mieszkańców wynosi 1598, w 1920 Czerniejewo-miasto zamieszkuje 1337 mieszkańców, Czerniejewo-wieś 125, a obszar dworski 379). W 1824 ostatnimi właścicielami miasta zostają Skórzewscy, którzy w 1846 tworzą ordynację czerniejewską (istniejącą do 1939). Z ich inicjatywy zostaje rozbudowany i zmodernizowany pałac (dobudowano skrzydło wsch., ogrodzenie z bramą), kościół parafialny (dodanie nawy bocznej, kaplic i dobudówek) oraz powstaje zaprojektowany przez Andrzeja Pruszyńskiego pomnik z medalionem portretowym ku czci urodzonego w Czerniejewie Onufrego Kopczyńskiego (pierwotnie usytuowany w parku pałacowym, „bo policja nie pozwoliła umieścić go na rynku z polskim napisem".) Przeniesiony w 1935 pod kościół pomnik został zniszczony, ale ocalał medalion portretowy który po II wojnie światowej osadzony został na nowym obelisku.
W tym czasie wytyczono bądź uregulowano dwie ulice w kierunku południowym (ul. Wrzesińska i ul. Szkolna). Około 1825 przy drodze na Wrześnię założono katolicki cmentarz, gdzie chowano uczestników powstań narodowych. Nekropolia ta sąsiadowała od wsch. ze zlikwidowanym po 1945 cmentarzem ewangelickim (cmentarz żydowski znajdował się poza miastem po wsch. stronie drogi do Kąpieli).
Mieszkańcy brali udział w wydarzeniach Wiosny Ludów 1848, o czym świadczy spis obywateli miasta, członków czerniejewskiego Komitetu Narodowego przechowany w dokumentach pruskich. Z Czerniejewa pochodził też działacz niepodległościowy i Sybirak Jan Rohr, późniejszy kupiec gdański.
W 1875 w dużej odległości od miasta (4,5 km) powstała stacja kolejowa linii Oleśnica – Gniezno.
W XIX i na pocz. XX w. szczególnie intensywnie rozwijała się zabudowa wzdłuż istniejących dróg, ulic i placów. Wcześniejsza drewniana zabudowa zostaje w większości zastąpiona murowanymi budynkami. Zachowało się wiele przykładów dawnej zabudowy mieszkalnej (m.in. klasycystyczny zajazd z 1834 przy zachodniej pierzei rynku przy pl. Wiosny Ludów 17/18, dom sołtysa przy ul. Pałacowej 27, kamienica przy ul. 1 Maja 6). W mieście działało również wiele sklepów, hoteli (m.in. hotel z restauracją Skupina przy pl. Wiosny Ludów 13), zakładów rzemieślniczych oraz apteka (pl. Wiosny Ludów 3). Obok budynków mieszkalnych, mieszkalno-handlowych i usługowych i pojawiają się obiekty sakralne, użyteczności publicznej.
Na miejscu rozebranego w 1890 ratusza powstał murowany kościół ewangelicki utrzymany w neogotyckiej stylistyce (rozebrany w latach 60 XX w.). W miasteczku znajdowały się trzy budynki szkolne: najstarsza szkieletowa przy pl. Onufrego Kopczyńskiego 8 (szkołę rozebrano w 1976 i przeniesiono do skansenu w Rybitwach), szkoła ewangelicka z lat 90. XIX w. (ob. ul. Wyszyńskiego 6, d. Kościelna) oraz wzniesiony ok. 1914 obszerny gmach szkolny przy ul. Szkolnej (przebudowany). We wzniesionym w 2 poł. XIX w. budynku działał urząd pocztowy (ul. Poznańska 1), w mieście funkcjonowały również: młyn parowy przy ul. Poznańskiej (nieistniejący), należący do Zygmunta Skórzewskiego tartak z elektrownią przy ul. Gnieźnieńskiej (1912) oraz zakłady piekarnicze.

### II RP
Mieszkańcy Czerniejewa zasłużyli się podczas powstania wielkopolskiego, walcząc na froncie północnym, pod Żninem, Rynarzewem i Łabiszynem.
W l. 30 XX w. zbudowano przy placu Wiosny Ludów 7 siedzibę Banku Ludowego.

### II wojna światowa

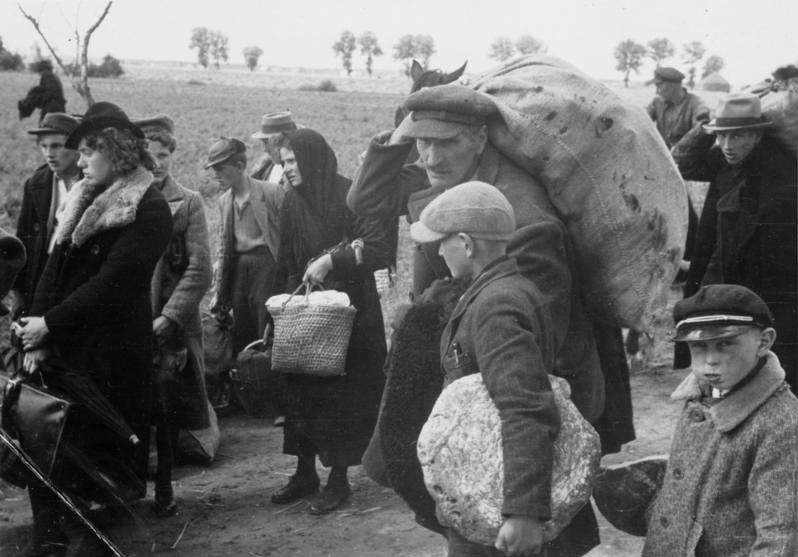
Wysiedlanie polskich rodzin z Czerniejewa w 1939

Podczas II wojny światowej Czerniejewo zostało włączone do III Rzeszy i znalazło się w granicach Kraju Warty. Niemcy w czasie okupacji wysiedlali z miejscowości ludność polską do Generalnego Gubernatorstwa i zasiedlali ją niemieckimi przesiedleńcami ze wschodniej Europy w ramach niemieckiej akcji kolonizacyjnej Heim ins Reich.
Podczas okupacji Niemcy wznieśli na terenie Osiedla Młyńskiego obóz przeznaczony dla młodzieży niemieckiej, wypełniającej obowiązek pracy dla Rzeszy (Reichsarbeitsdienstabteilung).
Obszar Czerniejewa, kształtujący się przez blisko 800 lat, ukazuje nieprzerwaną ciągłość procesów urbanizacji ośrodka złożonego z trzech jednostek przestrzennych i administracyjnych (do 1955): miasta, wsi i majątku. Każdy etap rozwoju tj. osadnictwa przedlokacyjnego, lokacji miejskiej, rozwoju w okresie nowożytnym oraz przemian w XIX i XX w. jest dobrze widoczny. W mieście zachowały się również relikty osadnictwa oraz obiekty architektury i budownictwa od średniowiecza po okres międzywojenny. Wyznaczone granice obejmują teren o największym nasyceniu elementów przestrzeni historycznej miasta.
Dobry stan zachowania poszczególnych elementów układu przestrzennego: Rynku, ulic, podziałów gruntów i architektury sakralnej, użyteczności publicznej i mieszkalnej oraz wyraźna czytelność ich genezy widzianej w szerokim kontekście rozwoju społeczno-gospodarczego Wielkopolski w czasie wielkiej reformy państwa w XIII i XIV w., a także w kontekście dalszych przekształceń w wiekach późniejszych, szczególnie w latach głębokich przemian ustrojowych i gospodarczych w wieku XIX i 1 połowie następnego stulecia, stawia historyczny ośrodek miejski w grupie szczególnie cennych zespołów, składających się na dziedzictwo kulturowe kraju. Uwidacznia się to również przez nagromadzenie historycznej architektury uznanej za szczególnie cenne przykłady zabytkowej zabudowy miasta i wpisanej do rejestru zabytków.

## Demografia

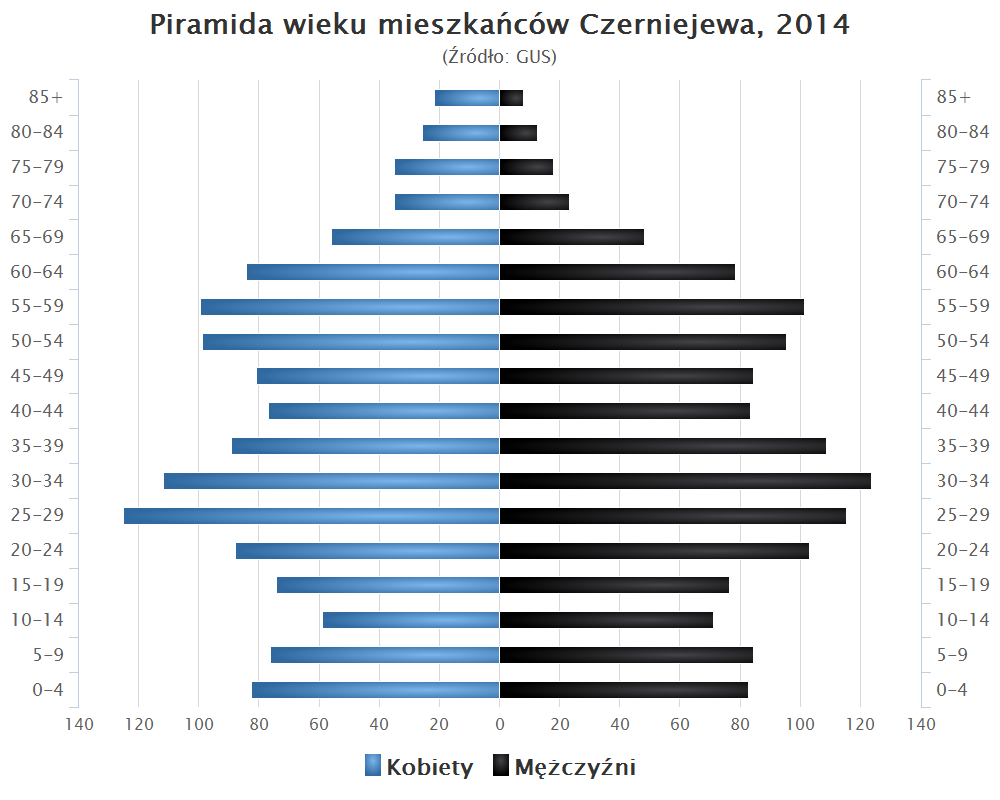
Piramida wieku mieszkańców Czerniejewa w 2014 roku

## Zabytki
- Pałac w Czerniejewie tzw. pałac Lipskich – znajduje się na północnym skraju miasta, połączony z nim długą aleją.
- W centrum miasta przy rynku stoi kościół parafialny św. Jana Chrzciciela, zbudowany w stylu późnogotyckim w połowie XVI wieku. Dwunawowy, przebudowany w pierwszej połowie XVIII wieku, rozbudowany 1904-1908. Nawa główna kryta sklepieniem zwierciadlanym. Wyposażenie wnętrza przeważnie późnobarokowe z okresu przebudowy. Jedynym pierwotnym, późnogotyckim elementem są drzwi z prezbiterium do zakrystii z 1594. Obite są żelazną blachą, na których widnieje herb dawnych właścicieli miasta – Górków[15].
- Przed kościołem znajduje się pomnik (1876, rekonstrukcja z 1955) z medalionem portretowym ks. Onufrego Kopczyńskiego.
- Zabudowa rynku pochodzi przeważnie z przełomu XIX i XX wieku. Pod numerem 17-18 stoi dom późnoklasycystyczny przebudowany w 1834.